# Elmdale (Minnesota)
Elmdale é uma cidade localizada no estado americano de Minnesota, no Condado de Morrison.

## Demografia
Segundo o censo americano de 2000, a sua população era de 107 habitantes.
Em 2006, foi estimada uma população de 101, um decréscimo de 6 (-5.6%).

## Geografia
De acordo com o United States Census Bureau tem uma área de
8,8 km², dos quais 8,8 km² cobertos por terra e 0,0 km² cobertos por água.

## Localidades na vizinhança
O diagrama seguinte representa as localidades num raio de 16 km ao redor de Elmdale.